# Germano Barale
Germano Barale (Villadossola, 22 gennaio 1936 – Villadossola, 27 giugno 2017) è stato un ciclista su strada italiano, professionista dal 1956 al 1964, anni in cui corse per alcune delle più importanti squadre italiane del periodo. Suo fratello Giuseppe e suo figlio Florido furono entrambi ciclisti professionisti.

## Palmarès
- 1959 (Bianchi, una vittoria)

Tour des 4 cantons

## Piazzamenti

### Grandi Giri
- Giro d'Italia

1958: 14º
1959: 31º
1960: 50º
1961: 40º
1962: 23º
1963: 32º
1964: 64º
- Tour de France

1962: 46º

### Classiche monumento
- Milano-Sanremo

1957: 62º
1958: 10º
1962: 41º
1964: 51º
- Parigi-Roubaix

1958: 65º
1959: 54º
- Liegi-Bastogne-Liegi

1960: 47º
1961: 33º
- Giro di Lombardia

1958: 60º
1959: 21º
1960: 16º